# Jacques Dubourg
Pour les articles homonymes, voir Dubourg.
Jacques André Dubourg, né le 8 juillet 1897 à Paris, mort dans la même ville le 3 avril 1981, est un marchand d'art français. 
Face aux « ténors » de l'Après-guerre comme Louis Carré, ou Jeanne Bucher, Dubourg n'a pas l'aura d'un marchand de haut niveau, et sa galerie ne fait pas partie des lieux à la mode où se retrouve le « monde des arts ». 
Pourtant, dans la plus grande discrétion, il représente des artistes de valeur et surtout il leur apporte son soutien moral. C'est sans doute grâce à ses encouragements que Nicolas de Staël a pu résister à la pression de Paul Rosenberg qui faisait d'abord du commerce avec l'art. C'est à Dubourg que le peintre a envoyé sa dernière lettre avant de se jeter par la fenêtre.
Dubourg a aussi accueilli André Lanskoy, Sam Francis, Joan Mitchell, Georges Mathieu,
Charles Lapicque, Patrice (Patrick Jordan), Apel·les Fenosa, Jean-Paul Riopelle, Jean Jegoudez, Jean Miotte et d'autres artistes contemporains jusqu'à la fermeture de sa galerie en 1973.

## L'amateur d'art
Fils d'un encadreur qui était l'ami de Renoir et de Camille Pissarro, Jacques Dubourg suit les cours de l'École du Louvre avant de devenir vendeur dans la galerie de Georges Petit. Quand il ouvre sa propre galerie au 126 boulevard Haussmann, dans l'entre deux guerres (1927-1929?), Dubourg est d'abord intéressé par les impressionnistes dont il connaît bien la peinture pour l'avoir vue souvent chez son père. 
Expert reconnu en la matière à l'hôtel Drouot, il est peu versé dans la peinture moderne qui ne l'intéresse pas. Il collectionne les sanguines, fusains, gravures et tableaux de peintres comme Eugène Delacroix, Antoine Watteau, Georges Seurat.
Mais sa curiosité le pousse cependant à entrer dans les galeries de ses jeunes confrères pour tenter de dénicher les successeurs de Monet ou de Cézanne. « Ce fumeur de gauloises, amateur de bon vin pouvait se retirer une matinée dans son bureau, une toile posée sur un chevalet, se faire apporter des tartines et du café, et rester des heures à examiner le tableau pour traquer son secret . »

## Dubourg et Staël
Un des premiers peintres modernes à sympathiser avec Dubourg est André Lanskoy. Lanskoy connaît les difficultés relationnelles entre Nicolas de Staël et Louis Carré. Il encourage Dubourg à s'intéresser à Staël que le galeriste découvre chez Jeanne Bucher en 1945. Il y retournera un peu plus tard pour acheter Casse-Lumière 97 × 146 cm, Casse-Lumière, et depuis, il acquiert chaque année discrètement un Staël pour sa collection personnelle. L'expert et le peintre sont tous deux issus d'un autre monde. Jusque-là, Dubourg n'a jamais vendu une seule toile d'un artiste contemporain.
Nicolas de Staël délaisse alors la galerie Jeanne Bucher, très à la mode et celle de Louis Carré, qui faisait autorité, pour une « petite » galerie où ses tableaux sont accrochés au milieu des toiles d'Auguste Renoir, de Claude Monet, Camille Corot, Alfred Sisley.
La suite des évènements prouve que Staël a trouvé là plus qu'un marchand. Dubourg est pour le peintre un soutien moral fidèle et  désintéressé, avec lequel il ne cessera de se confier et d'échanger des lettres qui constituent la majorité des échanges réunis dans  La Correspondance de Nicolas de Staël commentée par Germain Viatte, dans le catalogue raisonné de Françoise de Staël.l. C'est d'ailleurs à Dubourg que s'adresse la dernière lettre le 16 mars 1955, que Staël envoie avant de se jeter par la fenêtre de son atelier. Il y parle de questions matérielles à mettre en ordre, comme si de rien n'était, mais avec deux dernières lignes en forme d'adieu : « J'ai commandé chez un petit menuisier ébéniste près des remparts deux chaises longue en bois dont j'ai payé une, cela pour Ménerbes. Au soin de la douane il reste toujours, les papiers sont à la compagnie générale qui transporta mes tableaux la dernière fois, tous les papiers concernant ces petites chaises et tabourets que j'ai achetés en Espagne, aussi pour Ménerbes. Je n'ai pas la force de parachever mes tableaux. Merci pour tout ce que vous avez fait pour moi. De tout cœur. Nicolas. »